# Boveresse
Boveresse is een plaats en voormalige gemeente in het Zwitserse kanton Neuchâtel en maakt deel uit van het district Val-de-Travers.
Boveresse telt 397 inwoners.
- Gemeinsame Normdatei: 4611030-6
- Historisch woordenboek van Zwitserland: 002873
- Virtual International Authority File: 235675522